# Le Grand-Bornand
Le Grand-Bornand är en kommun i departementet Haute-Savoie i regionen Auvergne-Rhône-Alpes i sydöstra Frankrike. Kommunen ligger i kantonen Thônes som tillhör arrondissementet Annecy. År 2022 hade Le Grand-Bornand 2 054 invånare.

## Befolkningsutveckling
Antalet invånare i kommunen Le Grand-Bornand
| Referens: INSEE |